# Christian Coigny
 (août 2017).
Si vous disposez d'ouvrages ou d'articles de référence ou si vous connaissez des sites web de qualité traitant du thème abordé ici, merci de compléter l'article en donnant les références utiles à sa vérifiabilité et en les liant à la section « Notes et références ».
Christian Coigny, né le 23 juillet 1946 à Lausanne, est un photographe suisse travaillant principalement dans la publicité aux États-Unis et en Suisse. Parallèlement, il mène un travail personnel exclusivement en photographie argentique et en noir et blanc sur les thèmes du portrait, du nu, du paysage et de la nature morte.

## Biographie
Christian Coigny est né le 23 juillet 1946 à Lausanne en Suisse dans une famille de cinq enfants. En 1968, il entre au Centre d'enseignement professionnel de Vevey à l'école de photographie où il apprend le graphisme et la composition. Il quittera l'école après seulement 8 mois et part, en 1969, apprendre la photographie en autodidacte à San Francisco aux États-Unis en travaillant sur des campagnes publicitaires dont celles de la marque Levi's. Il y restera cinq ans. 
Après encore une année au Brésil consacré à la photographie de mode, il rentre en Suisse et collabore avec le magazine Annabelle à Zurich. De retour à Lausanne, il ouvre son propre studio et se concentre principalement sur la nature morte, la mode et le portrait. 
La maison Bongénie Grieder remarque son travail et lui confiera ses campagnes d'affichage pendant plus de dix ans. D'autres marques telles que Chopard, Hermès, Hublot, Baume et Mercier, les Champagne Krug, Kredit Bank, Widder Jazz ou les yachts Ferretti, font appel à Christian Coigny pour son inventivité et les campagnes qui portent la marque de son travail personnel,.
Christian Coigny a collaboré avec le magazine suisse Annabelle ainsi que Le Nouveau Quotidien et le magazine Vogue Allemagne. 
Aujourd'hui il consacre la plupart de son temps à son travail personnel autour du nu, du portrait, des paysages et des natures mortes qu'il présente dans différentes galeries et musées en Europe.

## Les portraits Vitra
En 1983, la maison des éditions Favre lui confie la réalisation d'un livre de portraits des personnalités suisses. Tout particulièrement le portrait de Jean Anouilh attire l'attention du fabricant suisse de mobilier design Vitra. De 1987 à 1997, Christian Coigny fait de multiples aller-retour entre l'Europe et les États-Unis pour photographier plus de 130 personnalités du monde culturel assises sur du mobilier Vitra. Parmi elles, Jerry Lewis, Keith Haring, Jeanne Moreau, Roy Lichtenstein, Ringo Starr, Barbara Hendricks, Maurice Béjart, Jean Nouvel, Miles Davis, John Malkovich ont pris la pose pour Christian Coigny. 

## Influences
Son travail est ancré dans une éducation classique. Durant son séjour à San Francisco, Christian Coigny découvre la peinture américaine dont Edward Hopper, Georgia O'Keefe et Richard Diebenkorn, qui auront par la suite une grande influence sur son travail personnel.

## Publications
- Christian Coigny, Éditions Ides et Calendes, 2014, 252 pages. Préface de Christophe Gallaz[10],[11].
- Le monde animalier de Chopard, Éditions La Bibliothèque des Arts, 2014, 178 pages
- Sittings, Éditions Prestel, 2000, 96 pages
- Photographies, Editions Favre, 1990, 130 pages. Préface de Frédéric Mitterrand.
- Portraits d'artistes, Editions Favre, 1983, 78 pages
- Ohmmes, Editions Favre, 1982, 80 pages. Préface de Jean-Jacques Marmier[12]
- Les meilleures photos de Coigny, Editions Favre, 1981, 84 pages. Préface de Charles-Henri Favrod.

## Expositions

### Expositions individuelles
- 2017 The Photogallery, Norrvikens Trädgårdar, Suède
- 2017 Argentiques, Galerie Ravenstein, Bruxelles, Belgique
- 2017 Argentiques, EP Gallery Domaine de Graux, Tournai, Belgique
- 2015 Christian Coigny, photographies, Musée historique de Lausanne[13],[14], Suisse
- 2015 Le corps à nu, Young Gallery, Bruxelles[15], Belgique
- 2015 Paris Photo, Le Carrousel du Louvre, Paris, France
- 2013 On Grace, Paolo Morello Studio Gallery, Palerme[16], Italie
- 2005 Galerie Krisal, Carouge, Suisse
- 2001 Tous assis pour Vitra, Musée des arts décoratifs de Paris[17], France
- 1996 Personalities, Museum of Design, Thessalonique, Grèce
- 1993 État de siège, Musée de l’Elysée, Lausanne[18], Suisse
- 1991 Salon du Livre, Genève, Suisse
- 1983 Vaudois d’ici et d’ailleurs, Musée de l’Elysée, Lausanne, Suisse
- 1982 Galerie Portfolio, Lausanne, Suisse
- 1979 Photos précieuses, Galerie Portfolio, Lausanne, Suisse

### Expositions collectives
- 2016 Maison de la photographie (Lille), France
- 2015 Timeless, The Photogallery, Göteborg, Suède
- 2013 Le nu, Espace Cyril Kobler, Chêne-Bourg, Suisse
- 2004 Paris Photo, Galerie Krisal, Paris, France
- 2002 Des images dans la ville, Musée suisse de l'appareil photographique, Vevey, Suisse
- 1995 Comme dans un miroir. Le portrait dans la collection du Musée de l’Elysée, Lausanne, Suisse
- 1991 Salon international du livre et de la presse, Genève, Suisse
- 1988 La grande chambre Polaroïd, Musée de l’Elysée, Lausanne, Suisse
- 1988 Splendeurs et misères du corps, Triennale internationale de la photographie, Fribourg, Suisse
- 1982 Trois photographes de nus, Centre d’Art Visuel, Genève, Suisse
- 1981 Troisième triennale internationale de la photographie, Musée d’art et d’histoire, Fribourg, Suisse

## Prix
- 2016 Grand Prix de la Fondation vaudoise pour la culture[19],[20],[21]
- 1981 Deuxième prix de la Triennale internationale de la photographie, Fribourg